# La Puerta de Segura
La Puerta de Segura é um município da Espanha na província de Jaén, comunidade autónoma da Andaluzia, de área 98 km² com população de 2.646 habitantes (2005) e densidade populacional de 27,14 hab/km².

## Demografia
| Variação demográfica do município entre 1991 e 2004 | Variação demográfica do município entre 1991 e 2004 | Variação demográfica do município entre 1991 e 2004 | Variação demográfica do município entre 1991 e 2004 |
| --------------------------------------------------- | --------------------------------------------------- | --------------------------------------------------- | --------------------------------------------------- |
| 1991                                                | 1996                                                | 2001                                                | 2004                                                |
| 2872                                                | 2818                                                | 2607                                                | 2640                                                |